# L'Histoire (film)
Cet article concerne le film. Pour la revue, voir L'Histoire.
Pour plus de détails, voir Fiche technique et Distribution.
L'Histoire (Stateside) est un film américain réalisé par Reverge Anselmo, sorti en 2004 aux États-Unis. En France, il a fallu attendre le 25 août 2009 pour le voir sortir en DVD et sa sortie est prévue prochainement au cinéma. Le film est basé sur une histoire vraie, celle de l'actrice Sarah Holcomb (en). 

## Synopsis
Impliqué dans un accident de voiture, Mark a le choix entre purger une peine de prison ou s'engager dans l'armée. Avant de partir en formation, il fait la connaissance de Dori, une actrice souffrant de schizophrénie dont il tombe follement amoureux. Mais les troubles psychologiques de la jeune fille inquiètent l'entourage de Mark pour qui cet amour est voué à l'échec. Incorporé dans les Marines à la suite de son procès, le jeune homme subit le traitement radical de l'entrainement militaire tout en pensant à Dori.

## Fiche technique
- Titre original : Stateside
- Réalisation : Reverge Anselmo
- Scénario : Suzy Elmiger
- Musique : Joel McNeely
- Production : Robert Greenhut
- Société(s) de production : First Look Media
- Société(s) de distribution :  The Samuel Goldwyn Company
- Pays d'origine :   États-Unis
- Langue : anglais
- Genre : drame
- Durée : 96 minutes
- Dates de sortie :
  -  États-Unis : 21 mai 2004
  -  France : 25 août 2009 (DVD), date de sortie cinéma non connue
- Interdiction aux moins de 12 ans à sa sortie en salles en France.

## Distribution
- Rachael Leigh Cook : Dori Lawrence
- Jonathan Tucker : Mark Deloach
- Agnes Bruckner : Sue Dubois
- Carrie Fisher : Mrs Dubois
- Ed Begley Jr. : Father Concoff
- Val Kilmer : SDI Skeer
- Joe Mantegna : Gil Deloach
- Diane Venora : Mrs Hengen
- Penny Marshall : Lt. Chevetone

## Autour du film
Le film se joue dans l'Amérique des années 1980, à la fin de la Guerre froide.